# Arnold Skytte
Tor Arnold Skytte, född 3 juli 1885 i Göteborg, död 1 mars 1963 i Alingsås, var en svensk målare och tecknare
Han var son till kontorschefen Johan Fredrik Svensson och Julia Vennerholm. Skytte studerade vid Valands konstskola i Göteborg 1907–1912 och under ett flertal studieresor till Köpenhamn. Han medverkade i Göteborgs konstförenings utställningar på Valands samt i grupputställningar med Västgötakonstnärer arrangerade av Alingsås konstförening. Hans konst består av motiv från landsbygden med jordbrukare och lantgårdsidyller. Skytte är representerad med två akvareller vid Alingsås museum.  